# Зауряд-офицер

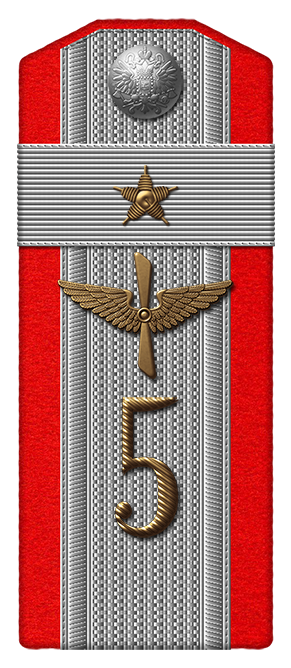
Погон зауряд-прапорщика на должности фельдфебеля 5-й авиационной роты.

Зауряд-офицер — военнослужащий Русской армии и флота Российской империи, в XIX — начале XX века, занимавший офицерскую должность, но не имевший офицерского чина.

## История
Зауряд — юридический термин в Российской империи, означавший, что лицо — которое отправляло должность или исполняло обязанности — пользовалось правами и преимуществами, которыми сопровождалась должность или обязанность, но которыми по общим правилам это лицо не могло бы пользоваться.
«Зауряд» чины присваивались только в период мобилизации. В мобилизованных войсках при недостатке офицеров, а также нижних чинов, удовлетворяющих условиям для производства в офицерский чин, к исполнению субалтерн-офицерских должностей допускались:
- унтер-офицеры из вольноопределяющихся 1-го разряда и из жеребьёвых или охотников, имеющие высшее или среднее образование, хотя бы незаконченное;
- не обладающие образовательным цензом фельдфебели и старшие унтер-офицеры, преимущественно из сверхсрочнослужащих.

Всем таким лицам со времени утверждения их в офицерской должности присваивалось звание зауряд-прапорщика. 
Правами зауряд-офицеров по сравнению с чинами и должностями в войсках пользовались также лица, занимавшие офицерские должности в ополчении и имевшие в армии чин ниже должности, на которую были назначены в государственном ополчении, но при этом получившие  чин, соответствующий данной должности (например, капитан, назначенный командиром дружины ополчения, получал чин зауряд-подполковник).
В англоязычных странах соответствующим является звание warrant officer, которое министерство обороны США в 1945 году переводило на русский как зауряд-офицер; однако в российской литературе после перестройки используется транслитерация «уорент-офицер».